# Kleiner Schlichtenberg

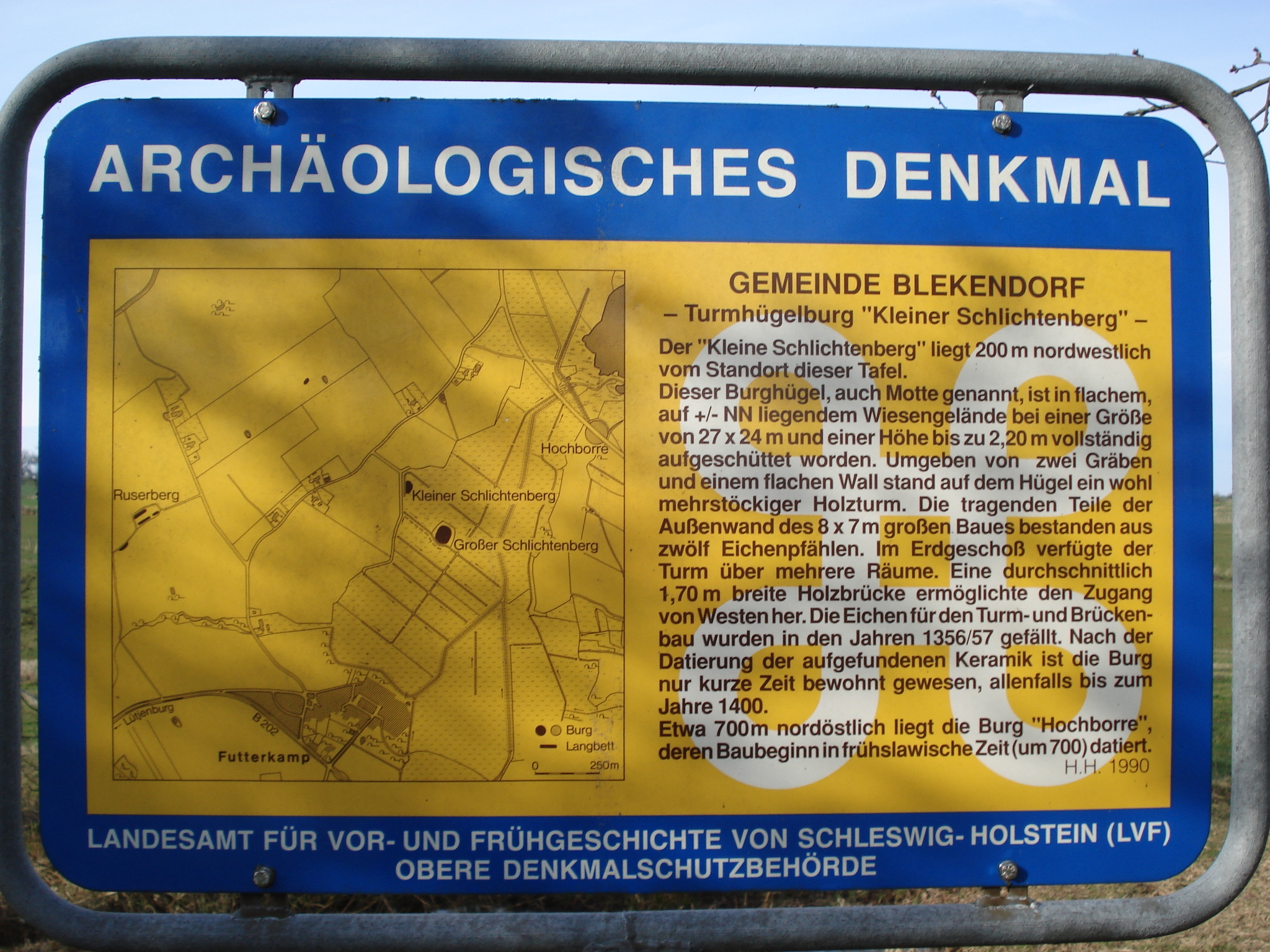
Die Informationstafel am Kleinen Schlichtenberg

Als Kleiner Schlichtenberg werden die Reste einer Turmhügelburg (Motte) beim Gut Futterkamp in Blekendorf im Kreis Plön in Schleswig-Holstein bezeichnet. 
Der ehemalige Turmhügel aus Erdreich ist fast rund (Länge: ca. 27 Meter, Breite: ca. 24 Meter), noch etwa 2,20 m hoch. Er wurde in einer Niederung angelegt und von zwei Gräben und einem Wall geschützt. 
Eine von Ingolf Ericsson im Jahr 1975 geleitete archäologische Untersuchung ergab, dass sich auf dem Turmhügel ein hölzernes, womöglich halbunterkellertes Gebäude von etwa 7 × 9 Metern befand. Die Anlage der Burg erfolgte im 14. Jahrhundert – die dendrochronologische Untersuchung des Bauholzes ergab eine Fällung der benötigten Bäume 1356/57. Vermutlich wurde die Burg nur kurze Zeit genutzt und wohl spätestens schon um 1380 aufgegeben.
Der Hügel war ursprünglich höher, ist über die Jahre jedoch etwa auf das Niveau des Kellers abgetragen worden. Der Zugang dürfte sich im Westen befunden haben und erfolgte wahrscheinlich über eine Brücke, von der jedoch nur lose Reste gefunden werden konnten.
Welche Funktion diese Burg einst hatte, konnte bis heute nicht geklärt werden. Spuren einer Vorburg könnten sich im westlich angrenzenden Areal befinden, wurden jedoch bis heute nicht nachgewiesen.
Die Burg befindet sich – durch einen Weidezaun geschützt – am Rande eines Wiesengeländes und ist zugänglich. Der Turmhügel und die Eintiefung des Kellers sind gut erkennbar. Die Reste der Burg stehen seit 1967 als Bodendenkmal unter Denkmalschutz. Etwa 200 Meter südöstlich liegt der Große Schlichtenberg.